# 宝泉寺 (新宿区)
宝泉寺（ほうせんじ、旧字体：寶泉寺）は、東京都新宿区西早稲田にある天台宗の寺院。山号は禅英山。院号は了心院。本尊は薬師如来。草創は弘仁元年（810年）と伝える。
かつて早稲田大学の敷地の大部分が寺領であった。「早稲田てらこや」と銘打って、地域の住民や早稲田大学の学生と様々な企画や行事、清掃活動などを通して、憩いの場や学びの場を作り上げている。